# Филмске награде по избору критичара
Филмске награде по избору критичара (енгл. The Critics' Choice Movie Awards), раније познате као награда Удружења телевизијских филмских критичара (енгл. Broadcast Film Critics Association Award), награде су које сваке године додељује Америчко-канадско удружење филмских критичара (енгл. American-Canadian Broadcast Film Critics Association, скраћено BFCA) како би одликовало најбоља кинематографска остварења. Листићи са предлозима се достављају током једнонедељног периода номинације, а коначни кандидати за награде објављују се у децембру. Победници изабрани накнадним гласањем откривају се на годишњој церемонији доделе Награда фимлских критичара у јануару. Уз то, посебне награде се додељују по нахођењу Управног одбора BFCA.
Награде су првобитно називане једноставно Награде по избору критичара (енгл. Critics' Choice Awards). Године 2010, њиховом имену је додата реч филм (енгл. Movie), како би се исте разликовале од Телевизијских награда по избору критичара (енгл. Critics' Choice Television Awards), а које су по први пут свечано додељене годину дана након оснивања Удружења телевизијских критичара. Назив Награда по избору критичара званично се односи на обе награде.
Од 2006. до 2009. године церемонија доделе награда одржавала се у Грађанском аудиторијуму Санта Моника. Од 2010. до 2012. године церемонија се одвијала у обновљеном, историјском Холивудском паладијуму. Живи телевизијски пренос се до 2013. године емитовао на каналу VH1, а од тада до данас се емитује на каналу The CW, почевши од 19. церемоније која је емитована 16. јануара 2014. године, уживо из Баркер хангара у Санта Моници, Калифорнија. У октобру 2014. године објављено је да ће се емитовање церемоније доделе Филмских награда по избору критичара преселити на канал A&E за 2015. и 2016. годину.

## Категорије
- Најбољи акциони филм (2009−2019)
- Најбоља филмска постава (од 2002)
- Најбољи глумац (од 1995)
- Најбоља глумица (од 1995)
- Најбољи глумац у акционом филму (2012–2016)
- Најбоља глумица у акционом филму (2012–2016)
- Најбољи глумац у комедији (2012−2018)
- Најбоља глумица у комедији (2012−2018)
- Најбољи анимирани филм (од 1998)
- Најбоља уметничка режија (од 2009)
- Најбоља кинематографија (од 2009)
- Најбоља комедија (од 2005)
- Најбољи костим (од 2009)
- Најбољи продуцент (од 1995)
- Најбољи документарац (1995−2015)
- Најбоља монтажа (од 2009)
- Најбољи породични филм (1997–2007)
- Најбољи филм на страном језику (од 1995)
- Најбоља шминка (од 2009)
- Најбољи филм (од 1995)
- Најбољи сај-фај/хорор филм (2012−2019)
- Најбоља музика (од 1998)
- Најбољи сценарио (адаптирани/оригинални) (од 2002)
- Најбоља песма (од 1998)
- Најбољи звук (2009–2011)
- Најбоља споредни глумац (од 1995)
- Најбоља споредна глумица (од 1995)
- Најбољи визуелнии ефекти (од 2009)
- Најбољи млади глумац (од 1995)

## Церемоније
- 1995.
- 1996.
- 1997.
- 1998.
- 1999.
- 2000.
- 2001.
- 2002.
- 2003.
- 2004.
- 2005.
- 2006.
- 2007.
- 2008.
- 2009.
- 2010.
- 2011.
- 2012.
- 2013.
- 2014.
- 2015.
- 2016.
- 2017.
- 2018.
- 2019.[8]
- 2020.
- 2021.
- 2022.
- 2023.
- 2024.

Напомена: Церемонија се генерално односи на годину када је објављен филм који је добио награду, не на годину када је награда додељена.